# خوان اسنایدر
خوان اسنایدر (اسپانیایی: Juan Esnáider‎؛ زادهٔ ۵ مارس ۱۹۷۳) بازیکن سابق و مربی فوتبال اهل آرژانتین است.
از باشگاه‌هایی که در آن بازی کرده‌است می‌توان به باشگاه فوتبال یوونتوس، باشگاه فوتبال رئال مادرید کاستیا، باشگاه فوتبال رئال مادرید، باشگاه فوتبال رئال ساراگوسا، باشگاه فوتبال پورتو، باشگاه فوتبال نیولز اولد بویز، باشگاه فوتبال رئال مورسیا، باشگاه فوتبال ریور پلاته، باشگاه فوتبال اسپانیول، باشگاه فوتبال آژاکسیو و باشگاه فوتبال اتلتیکو مادرید اشاره کرد.